# Bleptina inferior
Bleptina inferior är en fjärilsart som beskrevs av Augustus Radcliffe Grote 1872. Bleptina inferior ingår i släktet Bleptina och familjen nattflyn. Inga underarter finns listade i Catalogue of Life.